# Svizzera ai Giochi della II Olimpiade
La Svizzera partecipò ai Giochi della II Olimpiade di Parigi. Nonostante la partecipazione di soli 18 atleti provenienti, gli svizzeri riuscirono a conquistare ben nove medaglie di cui 6 d'oro.

## Medaglie

### Medagliere per discipline
| Sport  | Oro | Argento | Bronzo | Totale |
| ------ | --- | ------- | ------ | ------ |
| Tiro   | 5   | 1       | 1      | 7      |
| Vela   | 1   | 1       | 0      | 2      |
| Totale | 6   | 2       | 1      | 9      |

### Medaglie d'oro
| Medaglia | Nome                                                                         | Sport | Evento                          |
| -------- | ---------------------------------------------------------------------------- | ----- | ------------------------------- |
| Oro      | Emil Kellenberger                                                            | Tiro  | Carabina militare, 3 posizioni  |
| Oro      | Karl Röderer                                                                 | Tiro  | Pistola militare individuale    |
| Oro      | Konrad Stäheli                                                               | Tiro  | Carabina militare, in ginocchio |
| Oro      | Friedrich Lüthi Paul Probst Louis Richardet Karl Röderer Konrad Stäheli      | Tiro  | Pistola militare a squadre      |
| Oro      | Franz Böckli Alfred Grütter Emil Kellenberger Louis Richardet Konrad Stäheli | Tiro  | Carabina militare a squadre     |
| Oro      | Bernard de Pourtalès Hélène de Pourtalès Hermann de Pourtalès                | Vela  | classe 1-2 ton, gara 1          |

### Medaglie d'argento
| Medaglia | Nome                                                          | Sport | Evento                          |
| -------- | ------------------------------------------------------------- | ----- | ------------------------------- |
| Argento  | Emil Kellenberger                                             | Tiro  | Carabina militare, in ginocchio |
| Argento  | Bernard de Pourtalès Hélène de Pourtalès Hermann de Pourtalès | Vela  | classe 1-2 ton, gara 2          |

### Medaglie di bronzo
| Medaglia | Nome           | Sport | Evento                       |
| -------- | -------------- | ----- | ---------------------------- |
| Bronzo   | Konrad Stäheli | Tiro  | Pistola militare individuale |

## Ginnastica
| Evento        | Pos. | Ginnasta     | Punteggio |
| ------------- | ---- | ------------ | --------- |
|               |      |              |           |
| Es. combinati | 19°  | Jules Ducret | 264       |
| Es. combinati | 23°  | Jeanfavre    | 261       |
|               |      |              |           |

## Scherma
| Evento   | Pos.    | Schermidore | Primo turno              | Quarti                   | Ripescaggio | Semifinali | Finale    |
| -------- | ------- | ----------- | ------------------------ | ------------------------ | ----------- | ---------- | --------- |
|          |         |             |                          |                          |             |            |           |
| Fioretto | 25°-34° | Paul Robert | Qualif. dalla giuria     | Non qualif. dalla giuria | Eliminato   | Eliminato  | Eliminato |
| Fioretto | 38°-54° | Jean Weill  | Non qualif. dalla giuria | Eliminato                | Eliminato   | Eliminato  | Eliminato |
|          |         |             |                          |                          |             |            |           |
| Sciabola | 19°-23° | de Boffa    | 5°-6° in pool            | Eliminato                | Eliminato   | Eliminato  | Eliminato |
|          |         |             |                          |                          |             |            |           |

## Tiro
| Evento                          | Pos. | Tiratore                                                                         | Punteggio |
| ------------------------------- | ---- | -------------------------------------------------------------------------------- | --------- |
|                                 |      |                                                                                  |           |
| Pistola automatica              | 5°   | Paul Probst                                                                      | 57        |
|                                 |      |                                                                                  |           |
| Pistola militare individuale    | 1°   | Karl Röderer                                                                     | 503       |
| Pistola militare individuale    | 3°   | Konrad Stäheli                                                                   | 453       |
| Pistola militare individuale    | 4°   | Louis Richardet                                                                  | 448       |
| Pistola militare individuale    | 7°   | Friedrich Lüthi                                                                  | 435       |
| Pistola militare individuale    | 9°   | Paul Probst                                                                      | 432       |
|                                 |      |                                                                                  |           |
| Pistola militare a squadre      | 1°   | Friedrich Lüthi, Paul Probst, Louis Richardet, Karl Röderer, Konrad Stäheli      | 2271      |
|                                 |      |                                                                                  |           |
| Carabina militare in piedi      | 5°   | Franz Böckli                                                                     | 294       |
| Carabina militare in piedi      | 6°   | Emil Kellenberger                                                                | 292       |
| Carabina militare in piedi      | 7°   | Alfred Grütter                                                                   | 282       |
| Carabina militare in piedi      | 14°  | Konrad Stäheli                                                                   | 272       |
| Carabina militare in piedi      | 17°  | Louis Richardet                                                                  | 269       |
|                                 |      |                                                                                  |           |
| Carabina militare in ginocchio  | 1°   | Konrad Stäheli                                                                   | 324       |
| Carabina militare in ginocchio  | 2°   | Emil Kellenberger                                                                | 314       |
| Carabina militare in ginocchio  | 7°   | Franz Böckli                                                                     | 300       |
| Carabina militare in ginocchio  | 9°   | Louis Richardet                                                                  | 297       |
| Carabina militare in ginocchio  | 25°  | Alfred Grütter                                                                   | 265       |
|                                 |      |                                                                                  |           |
| Carabina militare proni         | 5°   | Emil Kellenberger                                                                | 324       |
| Carabina militare proni         | 12°  | Louis Richardet                                                                  | 307       |
| Carabina militare proni         | 21°  | Franz Böckli                                                                     | 289       |
| Carabina militare proni         | 23°  | Alfred Grütter                                                                   | 285       |
| Carabina militare proni         | 23°  | Konrad Stäheli                                                                   | 285       |
|                                 |      |                                                                                  |           |
| Carabina militare tre posizioni | 1°   | Emil Kellenberger                                                                | 930       |
| Carabina militare tre posizioni | 8°   | Franz Böckli                                                                     | 883       |
| Carabina militare tre posizioni | 9°   | Konrad Stäheli                                                                   | 881       |
| Carabina militare tre posizioni | 16°  | Louis Richardet                                                                  | 873       |
| Carabina militare tre posizioni | 19°  | Alfred Grütter                                                                   | 832       |
|                                 |      |                                                                                  |           |
| Carabina militare a squadre     | 1°   | Franz Böckli, Alfred Grütter, Emil Kellenberger, Louis Richardet, Konrad Stäheli | 4399      |
|                                 |      |                                                                                  |           |

## Vela
| Evento                | Pos. | Velisti                                                       | Tempo (totale) |
| --------------------- | ---- | ------------------------------------------------------------- | -------------- |
|                       |      |                                                               |                |
| classe 1-2 ton gara 1 | 1°   | Bernard de Pourtalès Hélène de Pourtalès Hermann de Pourtalès | 2:15:32        |
|                       |      |                                                               |                |
| classe 1-2 ton gara 2 | 2°   | Bernard de Pourtalès Hélène de Pourtalès Hermann de Pourtalès | 3:35:14        |
|                       |      |                                                               |                |
| Classe open           | —    | Bernard de Pourtalès Hélène de Pourtalès Hermann de Pourtalès | Non completata |
|                       |      |                                                               |                |